# Tàu ngầm lớp Ula
Tàu ngầm lớp Ula là loại tàu ngầm do Na Uy thiết kế và lắp ráp tại Đức trong cuối những năm 1980 đến đầu những năm 1990. Có sáu chiếc trong lớp này đã được đóng và hoạt động trong lực lượng hải quân Hoàng gia Na Uy.

## Lịch sử
Yêu cầu thiết kế loại tàu ngầm mới của Na Uy bắt nguồn từ quyết định ban hành năm 1972 về việc hiện đại hóa đội tàu ngầm của lực lượng hải quân Hoàng gia Na Uy. Nó bao gồm luôn cả các chiếc tàu ngầm lớp Kobben cũ kỹ.
Việc đóng các con tàu này là một dự án mang tính quốc tế. Hệ thống chiến đấu được thực hiện tại Na Uy do Kongsberg đảm nhiệm, bộ phận sóng âm chính do Đức đảm nhiệm và các bộ phận sóng âm gắn ở sườn tàu giao cho Pháp. Vỏ tàu được sản xuất tại Na Uy và đượcmang qua Đức để lắp ráp tại Thyssen Nordseewerke, Emden. Tại Đức thiết kế này còn được biết với tên U-Boot-Klasse 210.
Tàu ngầm lớp Ula là loại tàu ngầm đầu tiên của Na Uy có giường cho tất cả thủy thủ đoàn cũng như có phòng tắm.
Đây là loại tàu ngầm hoạt động khá im lặng và có độ cơ động cao. Nó kết hợp kích thước tương đối nhỏ khiến cho việc phát hiện nó trở nên khó khăn hơn cùng với ý tưởng có thể hoạt động linh hoạt tại các khu vực ven biển. Giá thành của nó cũng khá rẻ đối với lực lượng hải quân Hoàng gia Na Uy.

## Nhiệm vụ
Một số tàu ngầm lớp Ula đã được đưa vào hoạt động tại vùng biển Địa Trung Hải để trợ giúp NATO trong chiến dịch Active Endeavour, tại đây khả năng thu thập thông tin tình báo của loại tàu ngầm này đã vượt qua sự mong đợi. Khả năng linh hoạt của nó trong các tình huống của nó được cho là cao nhất trong các loại tàu tham gia chiến dịch. Tuy nhiên việc triển khai xuống gần vùng xích đạo như thế khiến cho các thuyền viên của nó cảm thấy rất nóng nực khi nó luôn hoạt động trong vùng nước ấm. Chính vì điều này mà hải quân Hoàng gia Na Uy đã gắn thêm hệ thống làm mát cùng việc mở thêm hai khóa huyến luyện để các thuyền viên có thể thích nghi hoạt động tốt hơn tại vùng nhiệt đới.